# Deoghar
Deoghar è una suddivisione dell'India, classificata come municipality, di 98.372 abitanti, capoluogo del distretto di Deoghar, nello stato federato del Jharkhand. In base al numero di abitanti la città rientra nella classe II (da 50.000 a 99.999 persone).

## Geografia fisica
La città è situata a 24° 28' 60 N e 86° 42' 0 E e ha un'altitudine di 253 m s.l.m..

## Società

### Evoluzione demografica
Al censimento del 2001 la popolazione di Deoghar assommava a 98.372 persone, delle quali 53.760 maschi e 44.612 femmine. I bambini di età inferiore o uguale ai sei anni assommavano a 11.824, dei quali 6.258 maschi e 5.566 femmine. Infine, coloro che erano in grado di saper almeno leggere e scrivere erano 74.654, dei quali 43.890 maschi e 30.764 femmine.

## Monumenti e luoghi d'interesse

### Baidyanath Dham
Il tempio di Baidyanath Dham (talvolta scritto anche Vaidyanath Dham) è uno dei dodici santuari Jyotirlinga dedicati a Shiva. 
Secondo la leggenda, il dio Shiva, accecato dal dolore per la morte della sua sposa Sati (una delle incarnazioni della dea Parvati), si caricò il corpo sulle spalle ed iniziò una terribile danza di morte, distruggendo tutto al suo passaggio. Per fermare questa sventura, il dio Visnù lanciò il suo magico disco contro Sati, il cui corpo si smembrò e le varie parti caddero in punti diversi della terra. Si dice che qui cadde il suo cuore.